# عنابة (فلسطين)
كانت عنابة قرية فلسطينية في قضاء الرملة الخاضع لفلسطين الانتدابية. كانت تقع 7 كم شرق مدينة الرملة على ارتفاع 150م عن سطح البحر.

## أصل الاسم
اسم القرية عنابة مشتق في الاصل من شجرة العناب التي كانت تنمو فيها بكثرة. يلفظ اسمها لدى البعض بفتح العين ولدى آخرين بكسرِها.
عرفت في العهد الروماني باسم بيت عنابة وهي مبنية في موقع بلدة (Betoannaba) التي كانت تابعة لولاية ديسبوليس (Dispolis) وهي مدينة اللد حالياً. ويظهر هذا الاسم في خريطة فسيفساء مادبا بالأردن.

## موقع القرية
كانت طريق فرعيه تصل بشارع القدس-يافا العام الذي يمر غربي القرية على بعد 3 كيلو متر تقريباً.
يمر جنوب عنابة وادي قريقع الذي يرفد وادي صقرير؛ وتتوسط عنابة عدد من القرى، من الشمال تجاورها خروبة، جمزو وخربة زكريا؛ من الشمال الغربي خربة الضهيرية ودانيال واللد؛ من الغرب الرملة؛ من الجنوب الغربي أبو شوشة والبرية؛ من الجنوب القباب والكنيسة؛ من الجنوب بيت شنة وسلبيت وخربة البويرة وعجنجول؛ من الشرق برفيلية وشلتة وبير ماعين والبرج.

## مُسطح القرية
مساحة مُسطح القرية 55 دونماً، بُنيت على تل صخري في حوش واحد يُشرف على السهل الساحلي الفلسطيني؛ بيوت القرية متراصة وأغلبها من الحجر والطين. كان يوجد في القرية مقام للشيخ عبد الله.

## السكان
كانت عنابة في سنة 1596 قرية من ناحية الرملة لواء غزة، عدد سكانها 165 نسمة؛ وفِي العام 1945 بلغ عدد السكان 1440 نسمة.

## اقتصاد القرية
كانت عنابة تُعد مركزاً للقرى المجاورة، مثل البرية والقبيبة، لما كان فيها من الخدمات كالمدرسة التي تأسست عام 1920 وطاحونة الحبوب والدكاكين ومعامل الكِلس التي كانت تُنتج نحو 500 طن من الكلس يومياً؛ فيما كان بعض سكانها يعمل أو يُسوِق محاصيل القرية الزراعية في الرملة، كما عمل اخرون في تربية المواشي. كان أهم المحاصيل الحبوب والقمح والخضروات كالبندورة والبامية والحمضيات والسمسم والزيتون في 1945، كان ما مجموعه 111 دونماً مخصصاً للحمضيات والموز، و10626 دونماً للحبوب، و573 دونم زيتون و511 دونماً مروياً أو مستخدماً للبساتين.
في العهد العثماني كانت تؤدي الضرائب على عدد من الغلال كالقمح والشعير والزيتون والفاكهة، بالإضافة إلى عناصر أخرى من الانتاجات المستغلات كالنحل وكروم العنب. في أواخر القرن التاسع عشر، وصفت عنابة بأنها قرية متوسطة الحجم، مبنية بالطوب على مرتفع من الأرض، ومحاطة بشجر الزيتون.

## احتلال القرية
تم احتلالها وتدميرها في 10 يوليو 1948 خلال في إطار عملية داني.
هوجمت القرية لأول مرة في سياق عملية يورام من قِبل لواء يفتاح، حيث لُغمت ونُسفت وجُرِفَت المنازل بشكل مُنَظِّم.

## عنابة الْيَوْمَ
موقع القرية مسيّج، ويتناثر في أرجائها ركام الأنقاض الذي نمت فوقه النباتات البرية؛ إتبعت السلطات الإسرائيلية نفس أساليب طمس المعالم والتغطية إذ زرع الصندوق القومي اليهودي أشجار السرو والصنوبر على موقع القرية، وأقيمت على انقاض قرية عنابة بعد 1948 مستوطنة كفار شموئيل [الإنجليزية]. تشتت السكان في مخيمات الأمعري، الجلزون، سلواد وغيرها في مناطق 1967 وشرقي نهر الاْردن.

## معرض صور

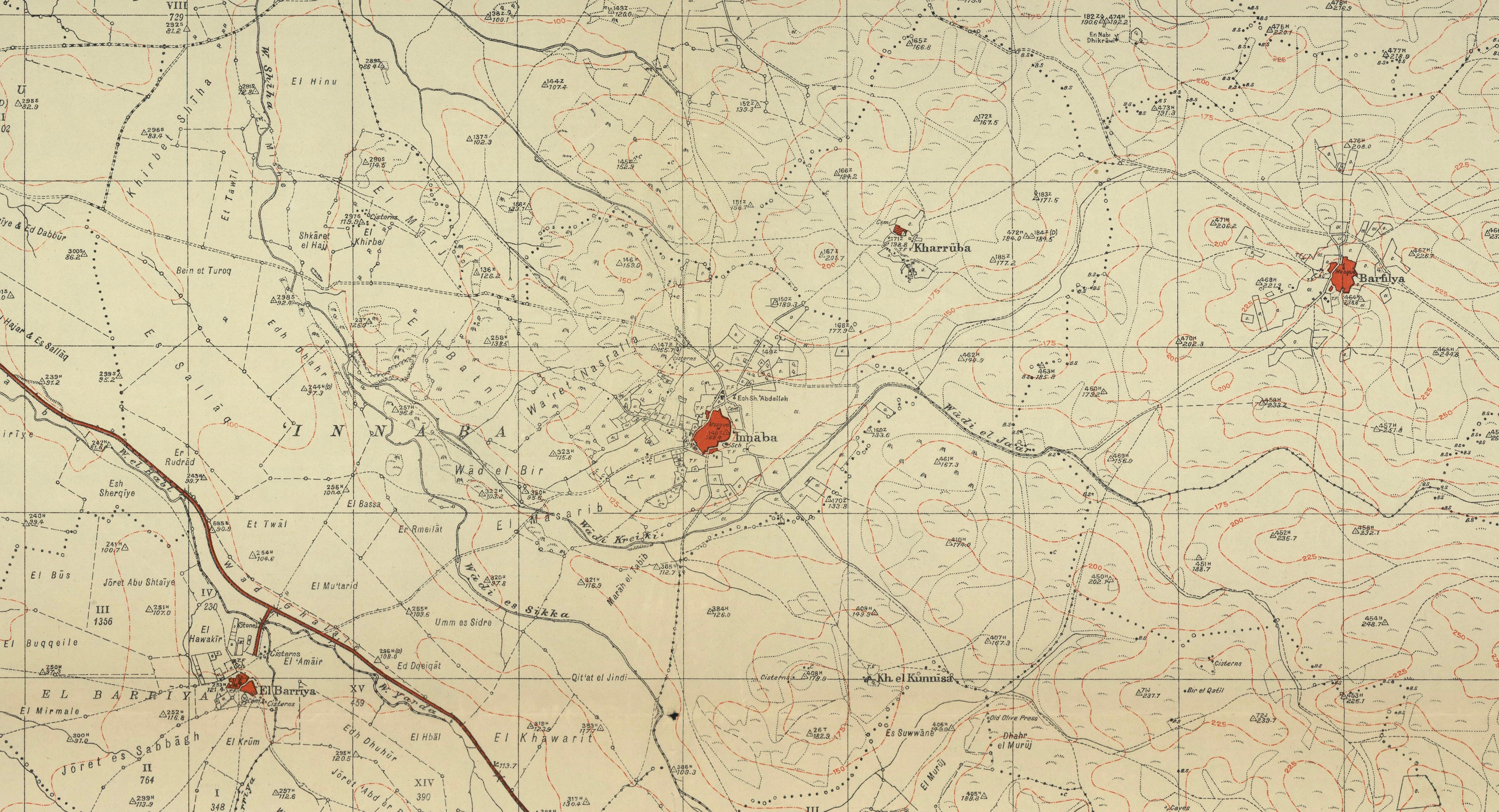
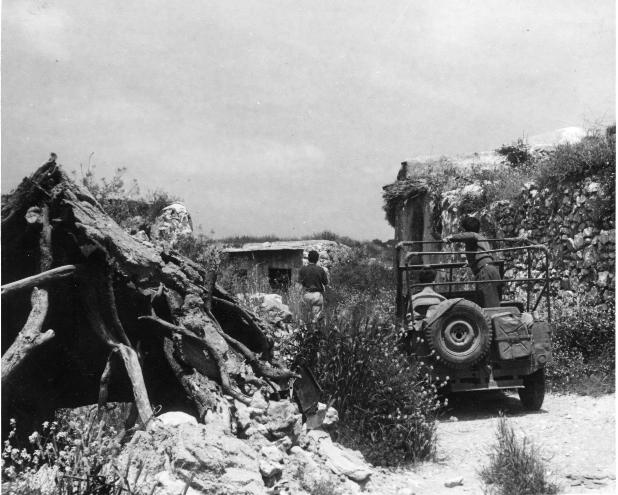
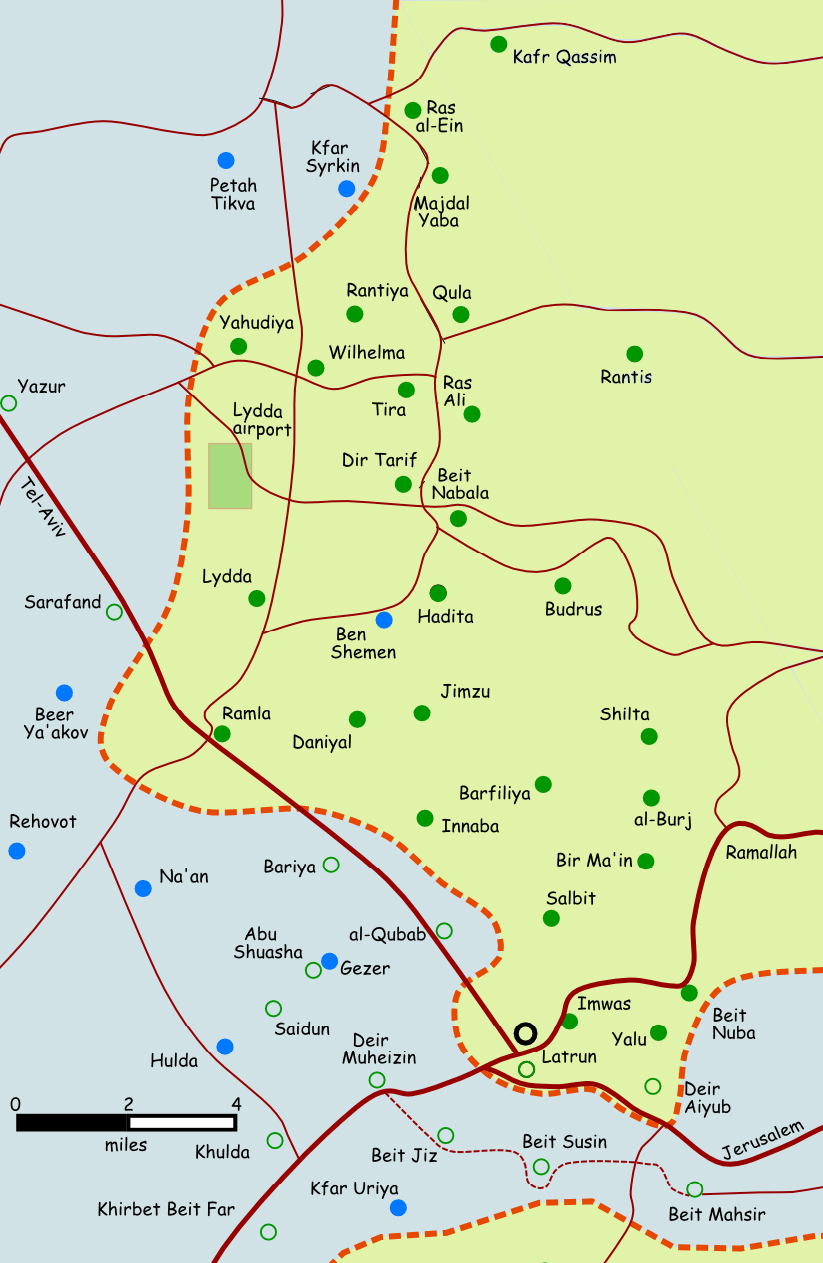
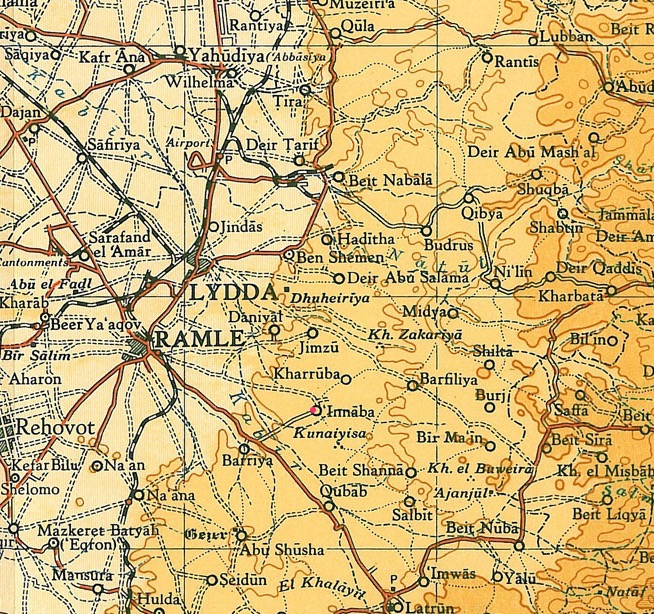
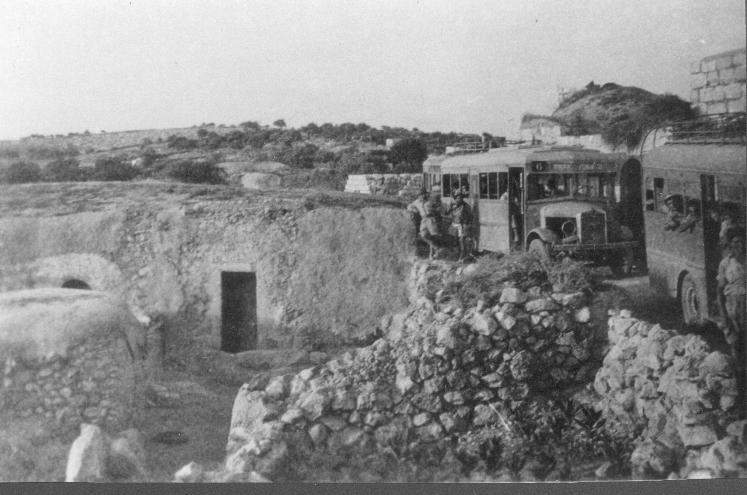
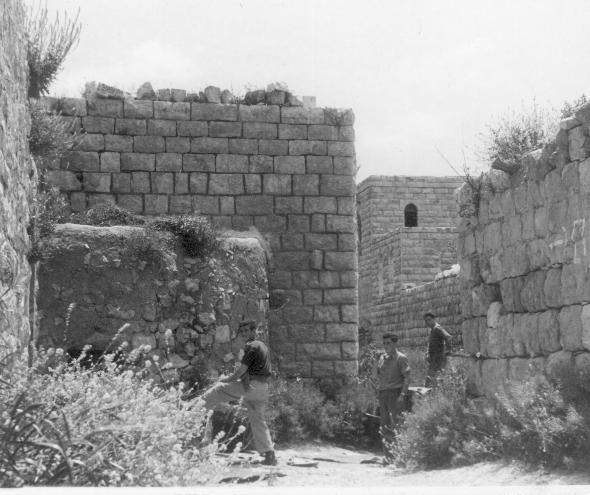

## روابط خارجية
- عنابة ترحب بكم
- Survey of Western Palestine, Map 17: IAA, Wikimedia commons